# John Graham (Generalmajor)
John David Carew Graham CB CBE (* 18. Januar 1923 in Chatham, Kent; † 14. Dezember 2012 auf Barbados) war ein britischer Generalmajor der British Army, der 1970 den Putsch plante und überwachte, der zur Abdankung von Sultan Said ibn Taimur von Oman führte.

## Leben

### Militärische Ausbildung und Zweiter Weltkrieg
Graham absolvierte seine Schulausbildung am Cheltenham College und trat während des Zweiten Weltkrieges 1941 als Gefreiter in die Argyll & Sutherland Highlanders ein, das 5. Bataillon des Royal Regiment of Scotland (Scots). Nach Abschluss der Grundausbildung wurde er 1942 Leutnant und nahm mit dem 2. Bataillon der Scots, den The Royal Highland Fusiliers, an der Operation Overlord teil, der Landung der alliierten Truppen in der Normandie am 6. Juni 1944. Ende Juni 1944 erlebte er seine Feuertaufe mit dem Beginn der Operation Epsom, in deren Verlauf das Bataillon zwei intakte Brücken über den Odon südwestlich von Caen einnahm, die für den Transport alliierter Truppen notwendig waren.
Unmittelbar darauf wurde er zum Adjutanten des Bataillonskommandeurs ernannt, aber im März 1945 während der Überquerung des Rheins (Operation Plunder) verwundet. Nach der medizinischen Behandlung kehrte er im Juli 1945 zum Bataillon zurück und fand Verwendung als Offizier in der Britischen Besatzungszone. Für seine militärischen Verdienste wurde er im Kriegsbericht erwähnt (Mentioned in Despatches).

### Nachkriegszeit
Nach seinem Eintritt in die reguläre Armee wurde Graham mit dem 1. Bataillon der Scots, den The Royal Scots Borderers, als Teil der 6th Airborne Division nach Palästina verlegt. Eine anschließend vorgesehene Abkommandierung zum 5. Schottischen Bataillon des Parachute Regiment bei der Britischen Rheinarmee (BAOR) wurde durch die Berlin-Blockade durch die Sowjetunion zwischen Juni 1948 und Mai 1949 unterbrochen.
Anschließend lernte er an der UCL School of Slavonic Studies des University College London die tschechische Sprache sowie eine Fortbildung zum Dolmetscher und war danach ein Jahr lang an der Botschaft in der Tschechoslowakei tätig, ehe er ins Hauptquartier der britischen Streitkräfte in London versetzt wurde. Ende 1952 kehrte er zu den Argyll & Sutherland Highlanders zurück, nahm aber mit diesen nicht am Koreakrieg teil.
Nach weiteren Verwendungen in Britisch-Guayana, im Hauptquartier des Schottland-Kommandos, in Zypern sowie abermals bei der Rheinarmee, war er als Militärassistent von General Jean Albert Emile Crépin tätig, dem Oberkommandierenden der Allied Forces Central Europe (AFCENT). Danach war er zwischen 1964 und 1966 Kommandeur des 1. Bataillons des British Parachute Regiment und nach einer Tätigkeit als Instrukteur am Staff College Camberley schließlich Oberst und Kommandeur des British Parachute Regiment.

### Oberkommandierender in Oman und Staatsstreich 1970
1970 wurde Graham als Brigadegeneral abkommandiert, um Oberkommandierender der Streitkräfte des Oman zu werden, die aus insgesamt 4000 Mann bestand. Die unbeugsame Persönlichkeit und repressive Politik von Sultan Said ibn Taimur hatte es ermöglicht, dass weite Teile des wohlhabenden südlichen Gouvernement (Manatiq) Dhofar unter die Kontrolle einer stark bewaffneten und hochmotivierten kommunistischen Rebellenarmee gefallen war.
Qabus ibn Said, der an der Royal Military Academy Sandhurst ausgebildete Sohn des Sultans, befand sich unter Hausarrest, als er persönlich an Graham appellierte, so dass dieser eine führende Rolle zur Absetzung des Sultans am 23. Juli 1970 und dessen Gang ins Exil nach Großbritannien übernahm. Qabus löste daraufhin seinen Vater ab und während der folgenden Jahre wurden die nördlichen Gouvernements von marxistischen Banden befreit und diese entwaffnet. Im Gouvernement fanden in Zusammenarbeit mit den britischen Streitkräften eine Reihe von Militäroperationen statt, die letztendlich erfolgreich zur Wiederherstellung der Herrschaft des Sultans über einen Großteil dieses Gouvernements führten.
Als Graham 1972 Oman verließ, übergab er ein 11.000 Mann starkes Heer, eine Luftwaffe mit 49 Flugzeuge sowie eine wachsende Marine mit modernen Kriegsschiffen. Damit war die Sicherheit des Landes gewährleistet und eine notwendige Modernisierung folgte.

### Oberkommandierender in Wales und Verwalter von Chevening House
Nach seiner Rückkehr aus Oman war Graham am National Defence College of India in Neu-Delhi sowie anschließend erneut im Stab des NATO-Hauptquartiers der Allied Forces Central Europe (AFCENT) tätig, ehe er 1976 zum Generalmajor und Oberkommandierenden (General Officer Commanding) der britischen Streitkräfte in Wales. Für seine militärischen Verdienste wurde er 1973 zum Commander des Order of the British Empire (CBE) ernannt.
1978 schied er aus dem aktiven militärischen Dienst aus und wurde Verwalter von Chevening House, dem Amtssitz des britischen Außenministers in der Grafschaft Kent. 1978 wurde er zugleich Companion des Order of the Bath (CB). 1991 ließ er sich nach einem Hauskauf in Barbados nieder.

## Veröffentlichungen
- Ponder Anew: Reflections on the Twentieth Century, 1999
- Caribbean Wars Untold: A Salute to the British West Indies, Mitautor Humphrey Metzgen, 2007